# Грі-грі (пристрій)

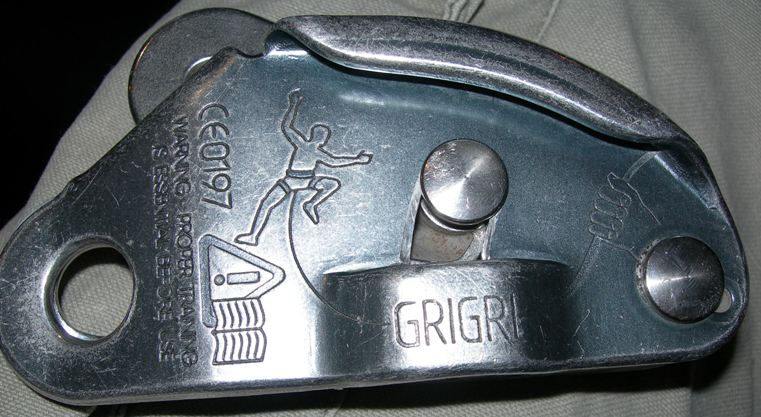
Грі-грі (Пристосування для страховки)

Грі-грі (жарг. Гриша) — пристосування для організації  страховки і швидкісного спуску (дюльфером) в альпінізмі та  скелелазінні. Пристрій розроблений і запатентований французькою фірмою Petzl.
Первинне значення слова "gris-gris" - "амулет", "оберіг" у африканців або на Карибах.

## Принцип дії

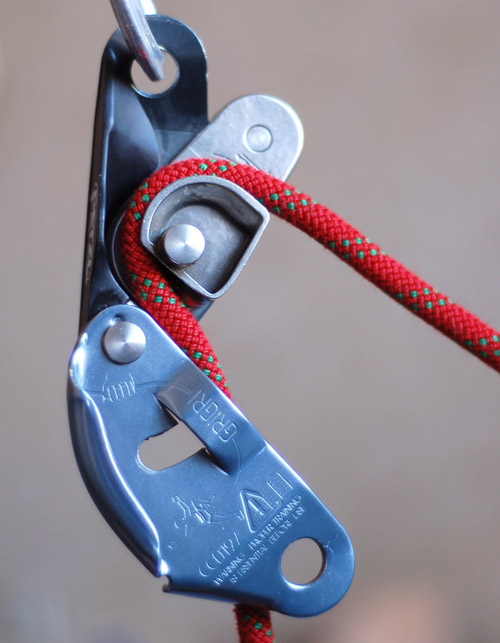
Грі-грі (На фотографії кришка пристрою відкрита для наочності. При використанні пристрою для страховки або спуску кришка повинна бути закрита.)

Мотузка огинає круглий маховик з ексцентриком. Під дією навантаження (на фото зліва: навантаження має прикладатися до кінця мотузки, який іде вправо, на кришці є відповідні піктограми) маховик повертається навколо своєї осі і притискає мотузку до корпусу пристрою. При різкому ривку блокування відбувається практично миттєво, однак при плавній подачі мотузка протравлюється вільно. Пристрій забезпечений важелем, який з'єднаний з маховиком. Якщо мотузка заблокована в пристрої, то, потягнувши за важіль, можна її розблокувати. Кутом повороту важеля можна контролювати швидкість протравлювання мотузки через пристрій.
Грі-грі має невеликий розмір і малу вагу (близько 225 г) і дозволяє працювати з мотузками діаметром 10-11 мм.
У порівнянні з іншими спусковими пристроями, наприклад, з  вісімкою, грі-грі має кілька переваг: під навантаженням пристрій блокується автоматично, не скручує мотузку під час протравлювання.
Мінус грі-грі — при спуску на брудній мотузці можливі гальмування.